# Округ Вилкс (Северна Каролина)
Вилкс (енгл. Wilkes County) је округ у америчкој савезној држави Северна Каролина.

## Демографија
По попису из 2010. године број становника је 69.340, што је 3.708 (5,6%) становника више него 2000. године.
| Група             | 2000.          | 2010.          |
| Белци             | 59.977 (91,4%) | 61.587 (88,8%) |
| Афроамериканци    | 2.733 (4,2%)   | 2.830 (4,1%)   |
| Азијати           | 213 (0,3%)     | 296 (0,4%)     |
| Хиспаноамериканци | 2.262 (3,4%)   | 3.772 (5,4%)   |
| Укупно            | 65.632         | 69.340         |